# A toda música
A toda música fue un programa musical de la televisión colombiana, presentado y dirigido por César  Ramírez, emitido por la Cadena 1 y producido por las extintas AMD Televisión. y Cenpro TV. Se emitió entre 1987 (tras la licitación para la adjudicación de espacios televisivos del mismo año) y 1992

## Formato
El programa era un magazine musical acerca de lo que estaba pasando en el mundo anglo de la música. En la era en la que MTV dominaba el mercado de videoclips, era particular ver a un presentador solo, hablando de música frente a la cámara en diferentes locaciones y con cero ayudas de graficación. César Ramírez, presentador, era el encargado de dirigir el programa en su totalidad.
Presentaba videoclips de las canciones más escuchadas y solicitadas en el mercado mundial. De forma alternada, César Ramírez, desde un estudio relataba las noticias y los eventos más importantes de la música nacional e internacional.

## Duración
Tenía una duración aproximada de entre 25 y 30 minutos.